# Ріхард Дарре
Ріхард Вальтер Оскар Дарре (нім. Richard Walther Oskar Darré) — німецький державний діяч, агроном, керівник Головного расово-поселенського управління СС. Рейхсміністр продовольства (1933—1942). Обергрупенфюрер СС (9 листопада 1934).

## Життєпис
Народився 14 липня 1895 року в сім'ї підприємця, керівника торгового дому Hardt & Co. Ріхарда Оскара Дарре і його дружини Емілії Берти Елеонори Лагергрен.
До 10 років відвідував німецьку школу в буенос-айрійському кварталі Бельграно. Потім Дарре поїхав до Німеччини (в 1912 р. туди повернулася і оселилася в Вісбадені решта родини).
Там Дарре закінчив реальну школу в Гейдельберзі (1912). У 1911 навчався в King's College School в Вімблдоні;
Згодом також навчався в Педагогіумі в Бад-Годесберзі (Бонн).
У 1920 закінчив колоніальну школу в Вітценхаузені, що готувала кадри для колонізації Африки (диплом колонізатора-агронома);
В 1922—1929 рр. вивчав сільське господарство в Гіссені і Галле. Навчаючись в університеті, працював (без оплати) асистентом на фермі в Померанії. У 1927 р. їздив на стажування до Фінляндії.
Крім рідної німецької вільно володів іспанською, англійською та французькою мовами.

### Перша світова війна
У 1914 р. вступив добровольцем до армії (1-й Нассауський полк пішої артилерії). Учасник Першої світової війни на Західному фронті, спочатку служив на 4-й батареї 111-го полку пішої артилерії 56-ї піхотної дивізії водієм, телефоністом і спостерігачем.
Отримавши відпустку в початку 1916 р, Дарре приїхав до батьків у Вісбаден і з подивом виявив, що прийшла на його ім'я з аргентинського консульства повістка в аргентинську армію, в якій, проте, було сказано, що він числиться у відпустці до закінчення навчання і що йому зарахується служба в німецькій армії.
Після повернення на фронт єфрейтор Дарре починає швидко рости в чинах. В результаті Дарре вирішує подати заявку на проходження курсу для отримання чину лейтенанта резерву і в січні 1917 закінчує для цього артилерійську школу в Йютербозі.
До кінця війни командував артилерійською батареєю. У липні 1917 був поранений двома осколками гранати в ліву ногу. Згідно з офіційною біографією 31 липня 1917 в ході відомого наступу англійців двома гарматами три години стримував їх переважаючі сили до підходу основних частин своєї армії. 19 жовтня 1918 року через важку хворобу був евакуйований в тил і більше на фронт не повернувся.
У 1918 році демобілізувався в чині лейтенанта артилерії. Значився в Добровольчому корпусі.

### Кар'єра в націонал-соціалістичному русі
У НСДАП з липня 1925 роки (квиток № 256). Обергрупенфюрер СС (квиток № 6882). Керував пропагандою націонал-соціалістичних ідей у сільській місцевості.
Ідеологічний і духовний вплив на Дарре справили радикальна фелькіше-організація «Союз артаманів» і особисто Генріх Гіммлер, гауляйтер союзу в Баварії.
Через архітектора Пауля Шульце-Наумбурга в 1930 р. познайомився з Гітлером.
31 грудня 1931 був призначений головою створеного Расового управління СС. 29 червня 1933 року Ріхард Дарре як глава Управління аграрної політики НСДАП видає закон про спадкування, за яким земельні ділянки від 7,5 до 125 гектарів можуть довічно закріплюватися за їхніми власниками і передаватися у спадок тільки за умови, що власники можуть довести чистоту своєї крові до 1800 року. Під дію цього закону потрапляє понад 60 % всієї сільськогосподарської території Німеччини.
У 1936 році удостоєний золотого партійного значка НСДАП.
Автор численних праць з расової теорії, основ сільського господарства й економіки народного господарства, перекладених шістьма європейськими мовами.

### Після війни
У 1945 р. заарештований американськими військами поблизу Берліна і кинутий у в'язницю в Людвігсбурзі. У 1949 році засуджений до 7 років ув'язнення, по «процесу Вільгельмштрассе», в 1950 році звільнений, працював консультантом з агрохімії.
Останні роки провів у Бад-Гарцбурзі.

## Звання
- Доброволець (5 серпня 1914)
- Єфрейтор
- Унтер-офіцер (1 лютого 1916)
- Кандидат в офіцери (12 березня 1916)
- Віце-вахмістр (23 квітня 1916)
- Лейтенант резерву (1916)
- Штурмбаннфюрер СС (25 лютого 1931)
- Штандартенфюрер СС (9 листопада 1931)
- Оберфюрер СС (24 грудня 1932)
- Группенфюрер СС (13 березня 1933)
- Обергруппенфюрер СС (9 листопада 1934)

## Нагороди
- Залізний хрест 2-го класу (листопад 1916)
- Почесний кут старих бійців
- Почесний хрест ветерана війни з мечами
- Кільце «Мертва голова»
- Почесна шпага рейхсфюрера СС
- Почесний кинджал СС
- Золотий партійний знак НСДАП (9 листопада 1936)
- Золотий почесний знак Гітлер'югенду (можливо, з дубовим листям)
- Почесний громадянин «імперського міста селян» Гослара — позбавлений у 2013 році.
- Хрест Воєнних заслуг 2-го і 1-го класу з мечами
- Медаль «За вислугу років в НСДАП» у бронзі та сріблі (15 років)